# Karen Moe
Karen Patricia Moe-Thornton (* 22. Januar 1952 in Del Monte, Philippinen) ist eine ehemalige US-amerikanische Schwimmerin.
Ihren größten sportlichen Erfolg errang sie bei den Olympischen Spielen 1972 in München, als sie über 200 m Schmetterling Olympiasiegerin wurde. Zuvor hatte sie viermal einen neuen Weltrekord über diese Strecke aufgestellt. Für die Olympischen Spiele 1976 in Montreal konnte sie sich zwar qualifizieren, belegte im Endlauf über 200 m Schmetterling aber nur den undankbaren vierten Platz. Danach beendete sie ihre Laufbahn und wurde eine erfolgreiche Schwimmtrainerin.
Im Jahr 1992 wurde sie in die Ruhmeshalle des internationalen Schwimmsports aufgenommen.